# Latinskoamerické tance
Latinskoamerické tance je skupina tanců pocházejících především z Jižní a Střední Ameriky.
Kategorie latinských tanců v mezinárodních tanečních soutěžích zahrnuje tyto tance: cha-cha, rumba, samba, paso doble a jive (který ovšem pochází z USA). V soutěžích třídy D a Hobby dance se tančí pouze tance Samba, Cha-Cha, Rumba, Jive a Paso doble se do soutěží dostává až ve třídě C a poté dále zůstává i do dalších tříd (C, B, A, M- mezinárodní třída a P- profesionální třída).

## Samba
Jde o tanec původem z Brazílie, který má ovšem své základy ve vzdálené Africe. Takt má 2/4, tempo 50-52, metronom 100-104 a důraz klade na každou celou dobu. Je to tanec veselý a energický, ve kterém pár musí předvést svůj náboj a nadšení z tance. Tento tanec ztělesňuje brazilský karnevalový průvod v Riu, který se každoročně pravidelně koná na přelomu února a března.

### Základní kroky
- Samba na místě
- Zášvih
- Volty
- Bota fogo

### Základní technické prvky
- Pružnost v kolenou
- Plynulé pohyby
- Časování
- Používání rukou

## Cha-Cha
Jde o tanec původem z Kuby. Takt má 4/4, tempo 30-32, metronom 100-108 a důraz klade na každou celou dobu. Páry zde musí předvést především prudké pohyby nohou v hudbě a opět velmi velkou energii.

### Základní kroky
- Základní krok ([ča-ča] vlevo a vpravo)
- New York (otevření v páru)
- Sólo otáčka
- Kubánská přerušení

### Základní technické prvky
- Ostrost pohybů do hudby

## Rumba
Další z latinských tanců. Pochází také z Kuby. Je to tanec pomalý. Jednoduše řečeno je to [ča-ča] bez [ča-ča]. Takt má 4/4, tempo 25-27, metronom 100-108 a důraz klade na čtvrtou dobu. Jedná se zde o předvedení něžných a zamilovaných pocitů.

### Základní kroky
- Základní krok (stejný jako Cha-Cha bez přešlapu)
- New York (otevření v páru)
- Sólo otáčka

### Základní technické prvky
- Ostré pohyby
- Zamilované pohyby

## Jive
Nejveselejší z latinských tanců. Původem je ze Severní Ameriky. Takt má 4/4, tempo 42-44, metronom 168-176 a důraz klade na každou druhou dobu.

### Základní kroky
- Základní krok (přešlap dozadu, přeměna doleva, přeměna doprava)
- Brána smyčka (podtočení partnerky a v základní krok v otevření)
- Spina otáčka (otočení pouze partnerky místo přešlapu doprava)

### Základní technické prvky
- Vysoké zvedání kolen
- Přeměna postupně : špička nohy, pata, koleno, kyčel

## Paso doble
Tanec, který pochází ze Španělska, ale objevuje se až o něco později než předešlé tance. Takt má 2/4, tempo 60-62, metronom 120-124, a důraz klade na každou celou dobu. V tomto tanci jsou podtextem býčí zápasy.

### Základní kroky
- Nárůst energie
- Základní pohyb
- Apel (výzva)

### Základní technické prvky
- Ostré pohyby
- Nášlapy přes paty (v ostatních tancích přes špičku nohy)

## Bodování soutěží
| Bonifikace   | Počet bodů |
| ------------ | ---------- |
| 1. místo     | 15         |
| 2. místo     | 10         |
| 3. místo     | 5          |
| poražený pár | 1          |

Na postoupení do každé nové třídy je zapotřebí nasbírat 200 bodů a 5F (účast ve finále)

### Ostatní latinskoamerické tance
Lidové latinské tance obsahují tance jako salsa, mambo, merengue, tumba, bachata, bomba, plena a argentinské tango, které se ovšem na soutěžích netančí.